# Moto perpetuo (album Stefano Zarfati)
Moto perpetuo è il terzo album del cantautore italiano Stefano Zarfati, uscito nel 2004 prodotto da Francesco Martini Coveri per la 66A.
L'album è stato registrato interamente live presso il Mulino Recording di Acquapendente da Stefano Zarfati e i "Nativo", gruppo che collabora con l'artista da diversi anni.
L'album contiene anche un brano dedicato al paracadutista scomparso Patrick De Gayardon.

## Tracce
Testi e musiche di Stefano Zarfati.
1. Moto perpetuo – 3:33
2. Mi fa sempre questo effetto sentirti – 4:04
3. Un'eternità in un'ora – 2:58
4. La foto – 3:11
5. Invisibile – 3:03 (musica: A. Anastasio)
6. Terre emerse – 4:06
7. Dove vai – 3:03
8. Ti ho mai parlato di lei – 3:14 (testo: E. Migliacci)
9. Il sogno di Patrick – 3:34 (testo: E. Migliacci – musica: E. Migliacci, R. Zappalorto)
10. Metà immenso – 3:05
11. Collisioni – 3:13
12. T'insegnerò – 3:13
13. Bice – 2:43 (testo: M. Tessandori)

## Musicisti
- Stefano Zarfati – voce, chitarra acustica
- Angelo Anastasio – chitarra acustica
- Francesco Lorenzetti – basso
- Mirko Tessandori – pianoforti e tastiere
- Paolo Fazzi – chitarre elettriche
- Matteo Sodini – batteria e percussioni
- Vieri Bugli – violino
- Alan Andrews – violino
- Paolo Clementi – viola
- Roberta Masselli – violoncello